# Каравай, Павел Петрович
Каравай Павел Петрович (1921—2004) — командир эскадрильи 897-го истребительного авиационного полка 288-й истребительной авиационной дивизии 17-й воздушной армии 3-го Украинского фронта. Герой Советского Союза (18 августа 1945 года).

## Биография
Родился в городе Смоленске, в крестьянской семье. Русский. Член КПСС с 1943 года. Окончил железнодорожную школу и аэроклуб. Затем работал в аэроклубе инструктором.

### Участие в Великой Отечественной войне
Призван в армию в 1940 году. Окончил в 1942 году Сталинградскую военную авиационную школу пилотов. С 1942 года на фронтах Великой Отечественной войны. Всю войну прошёл в составе 897-го истребительного авиационного полка. Участвовал в боях на Сталинградском, Юго-Западном, 3-м Украинском фронтах. Был дважды ранен: в сентябре 1943 года лёгко и 10 июля 1943 — тяжело.
Начав войну младшим лётчиком, к 1945 году стал командиром эскадрильи. Всего за войну совершил 171 боевой вылет, провёл около 40 воздушных боёв, сбил лично 10 и в группе 7 самолётов противника (по наградным документам, сбил лично 16 самолётов, из которых один тараном, и в группе 7 самолётов противника).
Указом Президиума Верховного Совета СССР от 18 августа 1945 года за мужество и героизм, проявленные в воздушных боях с немецко-фашистскими захватчиками капитану Павлу Петровичу Караваю присвоено звание Героя Советского Союза с вручением ордена Ленина и медали «Золотая Звезда» (№ 6889).

### После войны
Продолжал службу в Военно-воздушных силах СССР. В 1956 году окончил Военно-воздушную академию. С марта 1963 года по октябрь 1967 года служил заместителем начальника училища по летной подготовке Черниговского ВВАУЛ. Освоил реактивную боевую технику. Летал до конца 1960-х годов на МиГ-15, МиГ-17, МиГ-19, МиГ-21, Су-7.  С 1973 года полковник  Каравай - в запасе. Жил и работал в Киеве. Скончался 5 февраля 2004 года. Похоронен в Киеве на Лесном кладбище.

## Награды
- Медаль «Золотая Звезда» (№ 6889) Героя Советского Союза (18.08.1945);
- орден Ленина  (18.08.1945);
- два ордена Красного Знамени (18.02.1943, 12.11.1945);
- орден Александра Невского (01.10.1945);
- орден Отечественной войны I степени (06.04.1985);
- орден Отечественной войны II степени (25.10.1943);
- два ордена Красной Звезды (24.07.1943, 30.12.1956);
- орден Богдана Хмельницкого III степени (1999, Украина)
- медали, в том числе:
  - «За боевые заслуги» (15.11.1950);
  - «За оборону Сталинграда» (25.09.1944);
  - «За победу над Германией в Великой Отечественной войне 1941—1945 гг.»;
  - «За взятие Будапешта»  (27.12.1945);
  - «За взятие Вены»;
  - «За освобождение Белграда»;
  - «Ветеран Вооружённых Сил СССР»;
  - «За безупречную службу» 1-й степени.

других стран
- орден Партизанской звезды (Югославия)